# Міжнародна Дельфійська Рада

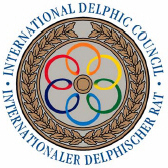
Герб Міжнародної Дельфійської Ради (МДР)

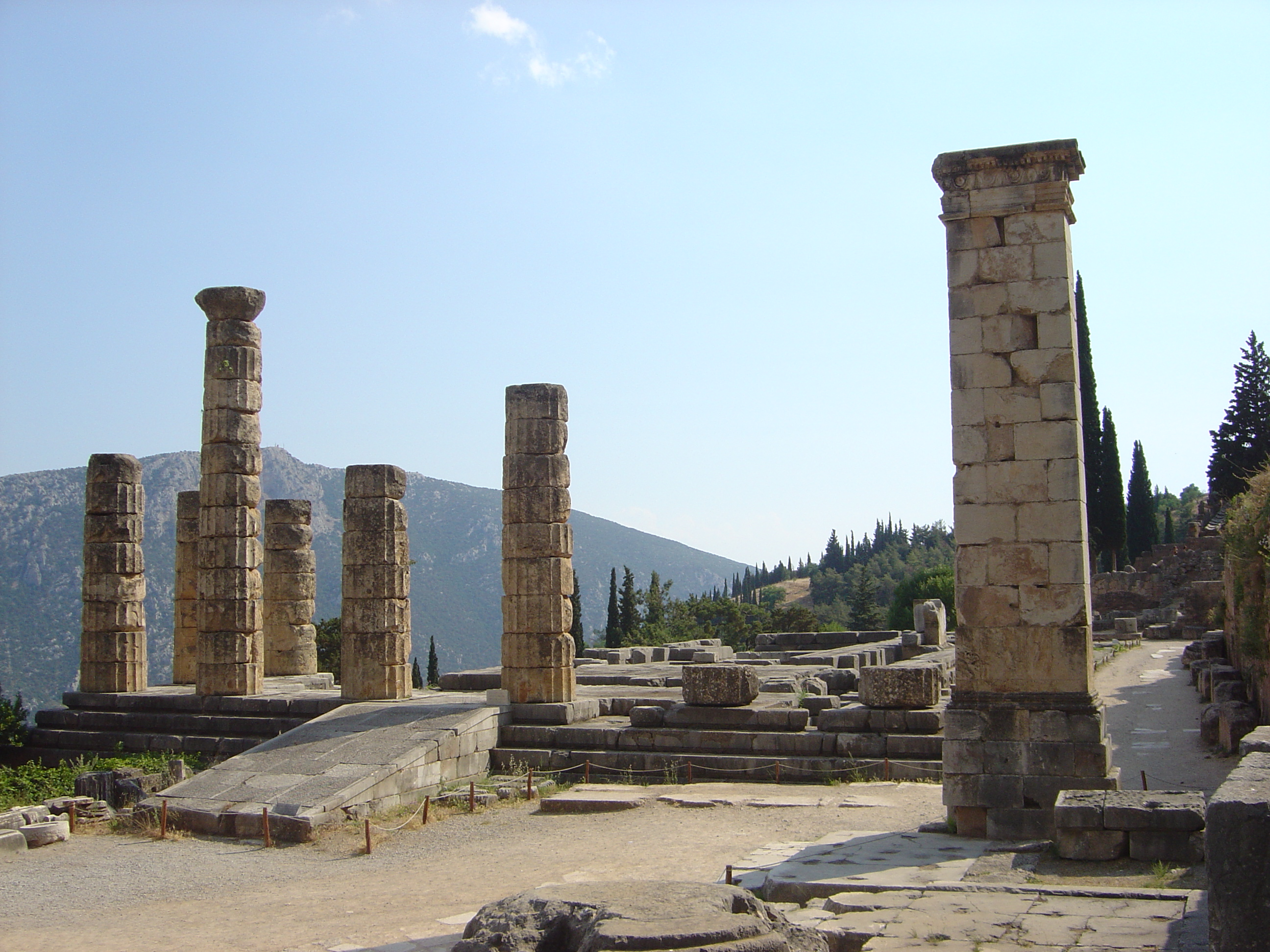
Дельфи. Руїни храму Аполлона, на честь якого проводилися Піфійські ігри

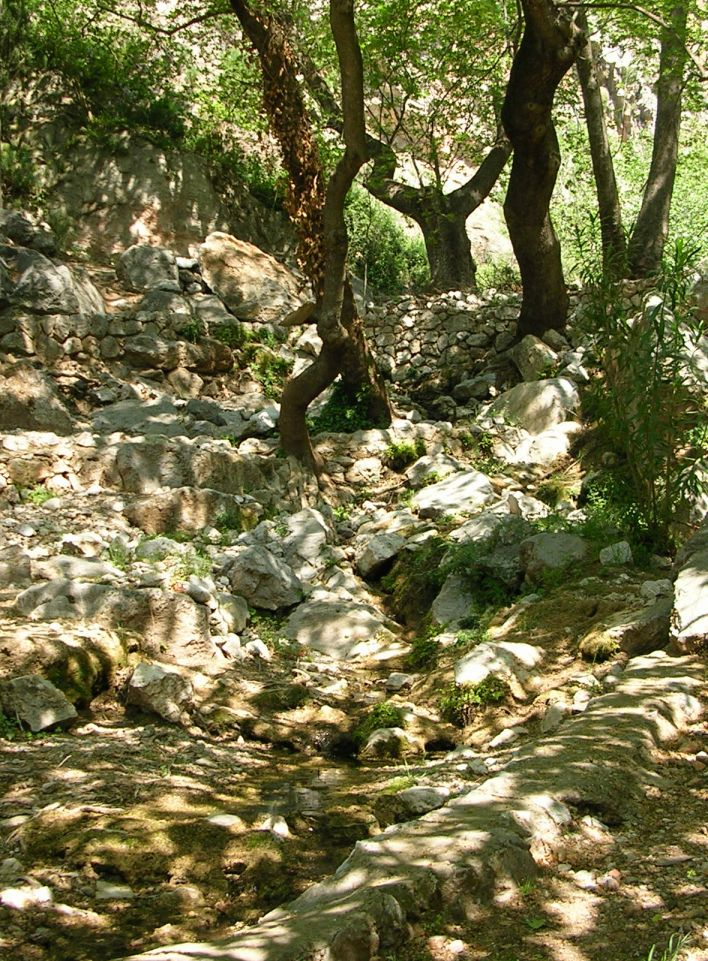
Кастальське джерело на горі Парнас, місто Дельфи, Греція

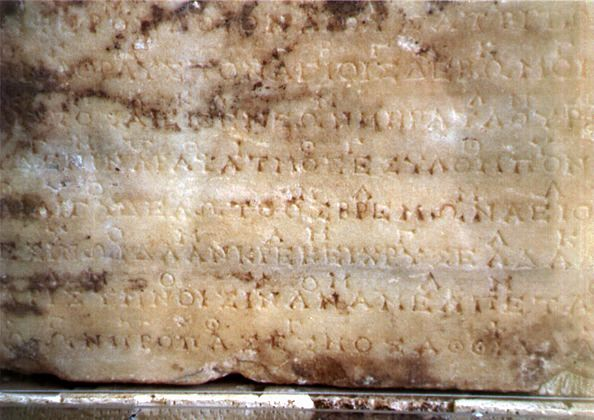
Висічений на камені
Гімн Аполлону (IV століття до Р. Х.), Дельфийский археологічний музей

Міжнародна Дельфійська Рада (МДР) / Центральне бюро Берлін — некомерційна міжнародна організація, створена для проведення Дельфійських ігор сучасності, що включають в себе конкурси, фестивалі, виставки і презентації в різних напрямках мистецтва. Починаючи з 1997 року, Міжнародна Дельфійська Рада ввела в сучасне життя Міжнародні Дельфійські ігри.

## Історичні передумови
Античні Піфійські ігри, що проходили в Дельфах у підніжжя гори Парнас, були присвячені прославлянню бога Аполлона. Аполлон, згідно з міфами, переміг дракона Піфона, який охороняв древнє святилище, і заснував на честь цієї перемоги Дельфійський оракул і новий Агон. У стародавній Греції Піфійські ігри були не менш улюбленими, ніж Олімпійські, одночасно з якими вони були заборонені і надовго забуті.
Спроба відродження Піфійських ігор в масштабах однієї країни Греції була зроблена
в першій половині XX століття. У 1927 році античний театр у Дельфах став місцем проведення першого Дельфійського фестивалю, організованого за ініціативи грецького поета Ангелоса Сікеліаноса, підтриманого його американською дружиною Євою Палмер . У цей час в Дельфах щорічно в червні місяці проходять орієнтовані головним чином на туристів Дельфійські фестивалі .

## Міжнародний Дельфійський рух
Міжнародний Дельфійський рух вже має свою історію.

### Створення міжнародної організації
Перші кроки з формування всесвітнього Дельфійського руху нашої епохи були зроблені робочою групою «Musica Magna», що з'явилася в 1980 році. У 1983 році  вона була перетворена в Міжнародне товариство «Musica Magna International» (MMI), офіційно зареєстроване в квітні 1988 року в Женеві та одержало підтримку генерального директора ЮНЕСКО Федерико Майора Сарагоси . Саме товариство «Musica Magna International» представило, як про це повідомляється в російській пресі, унікальний проект, який можна порівняти з масштабами сучасних Олімпійських ігор, його висунув Президент «MMI» — Кристіан Кірш.
|                                                          |  |                                                                  |  | |
| В 1989 році з Меліною Меркурі, міністром культури Греції |  | В 1990 році з Дзаннісом Дзаннетакісом, міністром культури Греції |  | В 1993 році з Евангелосом Арабацисом, директором Європейського Культурного Центру в Дельфах (ECCD). |

Через 100 років після відродження античних Олімпійських ігор — в 1994 році представники громадських організацій з різних країн світу — Австрії, Аргентини, Німеччини, Греції, Казахстану, Кіпру, Китаю, Литви, Лівії, Ліхтенштейну, Мексики, Нігерії, Польщі, Росії, Словаччини, США, Філіппін, Франції, Швейцарія, Еквадору — на запрошення Кристіана Кірша прибули в Берлін в Палац Шенгаузен  на Установчий конгрес Міжнародної Дельфійської Ради (МДР) .
Спочатку в російській пресі цю організацію називали «Міжнародний Дельфійський комітет», що підтверджується цитатами з публікацій 1995—1996 років.
Цитати:
Діяльність Міжнароднодної Дельфійської Ради (МДР) та Міжнародний Дельфійський рух відразу отримали підтримку ЮНЕСКО і Ради Європи
. Відомі люди зі світовим ім'ям письмово вітали міжнародну ініціативу щодо відродження Дельфійською ідеї .
Символіка міжнародного Дельфійського руху перегукується з Олімпійською символікою. Прапор з Дельфійським кільцями, що об'єднані в коло і нагадують квітку, розроблений Кристіаном Кіршем .
На Установчому конгресі було обрано керівництво МДР  — ініціатора створення міжнародного Дельфійського руху Кристіана Кірша учасники Конгресу обрали генеральним секретарем МДР, першим президентом Міжнароднодної Дельфійської Ради стала представниця Нігерії Ебун Акінола-Оякбола, президент африканського відділення «MMI» , а віце-президентом МДР був обраний представник Росії — доктор мистецтвознавства з Санкт-Петербурга, професор Ізалій Земцовський (нині проживає в США).
За прикладом Міжнародного олімпійського комітету Міжнародна Дельфійська Рада (МДР) основним джерелом фінансування розглядає приватний сектор .
Не можна сказати, що великі спонсори одразу висловили готовність підтримати нове починання , тому країни — господарі Дельфійських ігор, не обмежуючись приватним спонсорством, звертаються за необхідною організаційною та фінансовою підтримкою у свої державні органи.
Першими офіційними учасниками міжнародного Дельфійського руху були співзасновники МДР з різних країн світу , серед яких багато представників з Москви і Санкт-Петербурга . Кількість країн-учасниць до 2003 року збільшилася до 38.
Значимість МДР як міжнародної організації в 2003 році була підтверджена тричі: нагородженням ініціатора її створення Крістіана Кірша Почесним дипломом Московської міської Думи , та Вірчою грамотою посла Санкт-Петербурга, а також врученням Кристіану Кіршу на Музейному острові Гомбройх нагороди за інновації.
Правління МДР за прикладом античної Дельфійської Амфіктіонії, починаючи з 2001 року, отримало таку ж назву . Правління обирається терміном на два роки на сесіях МДР (Всесвітніх конгресах), приурочених до чергових Дельфійських ігор.
До нового складу Правління, обраного у вересні 2009 року на IX Сесії МДР, увійшли представники Німеччини, Індії, Китаю, Кореї, ПАР, Польщі, Росії, США, Філіппін, Франції . На IX Сесії МДР були також затверджені три мови спілкування — англійська (офіційна мова), німецька та грецька.
|  |  |  |  |  |
|  |  |  |  |  |

Вся конкретна інформація англійською мовою про чергові майбутні Дельфійські ігри відкрито виставляється на сайті МДР. До участі запрошуються і ті країни, в яких зараз немає свого офіційного представництва в Міжнародній Дельфійській Раді (МДР).

### Створення національних організацій
Співорганізаторами Дельфійських ігор (як дорослих, так і молодіжних) є дві організації — Міжнародна Дельфійська Рада та Національна Дельфійська організація, яка може називатися по-різному (Рада, Комітет, Асоціація, Спілка тощо..
Статут МДР і умови вступу до складу МДР національних Дельфійських організацій можна знайти в друкованих виданнях і на офіційному сайті МДР. На прикладі документів, що стосуються НДР Росії, зрозуміла послідовна необхідність реєстрації національної організації у своїй країні, а потім отримання підтвердження про прийом до складу МДР. Також необхідно погоджувати статутні положення національної та міжнародної організацій.
Після установи в 1994 році Міжнародної Дельфійської Ради (МДР) найбільшу активність у створенні національних Дельфійських організацій проявили Білорусь, Німеччина, Греція, Грузія, Китай, Нігерія, Росія, США, Філіппіни, Японія. Перші регіональні молодіжні Дельфіади відбулися в Грузії, Албанії, Росії.
Національні Дельфійські організації розробляють свій власний логотип, включаючи в нього як складову частину символ Дельфійських ігор . Та ж сама символіка включається й у логотипи міжнародних Дельфійських ігор  і в логотипи національних відбіркових змагань.
|  |  |  |

Національні Дельфійські організації країн-господарів чергових Ігор, за погодженням з МДР, випускають плакати, проспекти, поштові марки та іншу продукцію, присвячену як Дельфійським іграм, так і Конгресу МДР.
При можливості національні Дельфійські організації відкривають свої офіційні сайти.
Рішення про місце проведення чергових Дельфійських ігор приймається, згідно зі статутними документами, на основі голосування членів Правління МДР, які для цього з'їжджаються на спеціальне засідання.
Після завершення Ігор національні Дельфійські організації відкрито виставляють фоторепортажі або статті місцевої преси
про минулі Дельфійські ігрі на своїх сайтах тощо.

## Хронологія Міжнародних Дельфійськіх ігор
| Рік  | Подія                                         | Місце                                         | Тема                                              |
| ---- | --------------------------------------------- | --------------------------------------------- | ------------------------------------------------- |
| 1997 | Перші Молодіжні Дельфійські ігри              | Тбілісі / Грузія                              | День Мрії                                         |
| 2000 | Перші Дельфійські Ігри для дорослих учасників | Москва / Росія                                | Нове тисячоліття                                  |
| 2003 | Другі молодіжні Дельфійські ігри              | Дюссельдорф / Німеччина                       | Креативність і світ                               |
| 2005 | Другі Дельфійські Ігри для дорослих учасників | Кучінг / Малайзія                             | Відродження зникаючих традицій                    |
| 2007 | Треті молодіжні Дельфійські ігри              | Багіо / Філіппіни                             | Мистецтво та культура для майбутнього наших дітей |
| 2009 | Треті Дельфійські Ігри для дорослих учасників | Чеджу / Південна Корея                        | В гармонії з природою                             |
| 2011 | Четверті молодіжні Дельфійські ігри           | Йоганнесбург /Південно-Африканська Республіка | Спонукати - надихати - оновлювати                 |

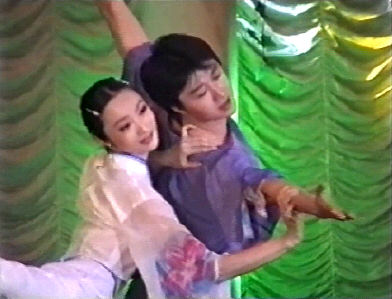
Перші Дельфійські ігри 2000 року для дорослих учасників, Москва / Росія. Шаню і Ван Чун Лі (Китай). Нагороди за художні досягнення в сучасному танці

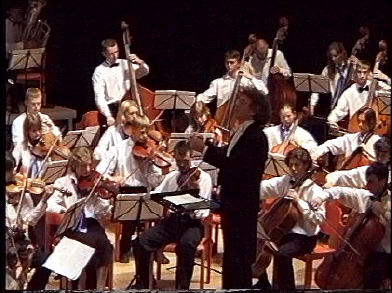
Другі Молодіжні Дельфійські ігри 2003 року, Дюссельдорф / Німеччина. Державний молодіжний симфонічний оркестр, (Білорусь)

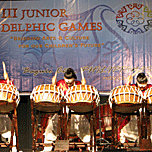
Треті Молодіжні Дельфійські ігри 2007 року, Багіо / Філіппіни. Конкурс барабанщиків

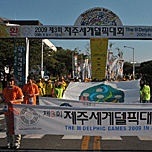
Треті Дельфійські Ігри для дорослих учасників 2009 року, Чеджу / Південна Корея. Парад на вулицях

З 1997 року проведено сім міжнародних Дельфійських ігор: чотири — для молоді та три — для дорослих учасників.
Дельфійські Ігри, що проводяться Міжнародною Дельфійською Радою (МДР), отримують письмові привітання від ЮНЕСКО і Ради Європи, від парламентів і глав держав, що є господарями чергових Ігор, від послів МДР в різних країнах світу, від відомих представників мистецтва .
Патронат для Дельфійських ігор надають різні організації .

## Дельфійський ритуал

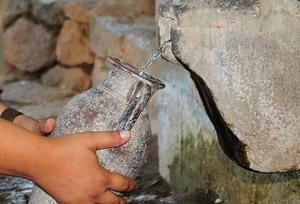
Греція. Водна церемонія біля Кастальського джерела в Дельфах, введена до 15-річчя МДР

До 15-річчя створення Міжнародної Дельфійської Ради (1994—2009) був приурочений свій Дельфійський ритуал. Джерельна вода, привезена з Кастальського джерела в Дельфах, під час святкового відкриття третіх Дельфійських ігор була урочисто змішана з водою, зібраної на горі Халласан і в різних провінціях острова Чеджу. Цей водний ритуал символізує зв'язки античних гуманістичних традицій з сучасними ідеями культурного взаєморозуміння і мирного мистецького діалогу між різними народами планети. Надалі цей ритуал за аналогією з естафетою Олімпійського вогню буде починати «зворотний відлік» часу за шість місяців до відкриття чергових Дельфійських ігор .

## Формат міжнародних Дельфійських ігор
Згідно з публікаціями в російській пресі, формат Дельфійських ігор сучасності визначався і уточнювався на Установчому конгресі МДР в Берліні 1994 року і на першому Дельфійському конгресі в Санкт-Петербурзі 1996 року.
Міжнародна Дельфійська Рада (МДР) видозмінила формат Дельфійських ігор в порівнянні з їх античним прототипом, враховуючи реалії нового часу.
Замість художніх і спортивних змагань, які прославляли в античних Піфійськіх іграх бога Аполлона, введено широкий спектр категорій мистецтва та їх дисциплін, за якими в формі художнього діалогу між різними країнами і континентами під час Дельфійських ігор проводяться конкурси, презентації, виставки і фестивальні програми. При цьому МДР у своїх документах з самого початку наголошував, що культури, не вступаючи в конкуренцію, представляють свої мистецтва, щоб вчитися один в одного, завдяки зустрічам, спілкуванню і взаємної поваги.
Крім Ігор для дорослих учасників введені окремі Ігри для молоді. За узгодженням з Міжнародною Дельфійською Радою можна проводити різні відбіркові молодіжні ігри (регіональні, національні і навіть континентальні) для формування делегацій на чергові всесвітні молодіжні Дельфійські ігри .
За прикладом Олімпійських ігор відразу був запропонований чотирирічний ритм проведення Дельфійських ігор — як дорослих, так і молодіжних.
До нововведень МДР належить визначення шести дельфійських категорій мистецтва. Якщо в античних іграх при храмі Аполлона в Дельфах брали участь головним чином кифареди, співаки, флейтисти, атлети і вершники, то за задумом МДР до програми сучасних Дельфійських Ігор можуть бути включені різноманітні дисципліни з шести категорій, серед яких дві нові групи мистецтв: соціальні (культура міжособистісного спілкування, використання засобів масової інформації, розвиток освіти та організація дозвілля) та екологічні (захист довкілля, облаштування ландшафту тощо). Організатори чергових міжнародних Дельфійських ігор за погодженням з МДР мають право вибирати художні номінації для конкурсів, презентацій і виставок, спільно визначаючи наскрізну тематику Ігор і їх новий девіз.
Створена в 2004 році Комісія МДР з мистецтва продовжує уточнювати дельфійські категорії і дисципліни, а також критерії оцінок мистецьких конкурсів, правила для учасників і види Дельфійських нагород. Всі активні учасники Ігор отримують Дельфійські сертифікати. За значні досягнення можуть присуджуватися спеціальні нагороди:
- Дельфійська медаль
- Дельфійська лира
- Дельфійська лаврова гілка

## Дельфійські події
Міжнародні зустрічі та концертні виступи, що організуються МДР в інтервалах між черговими Дельфійським іграми сприяють подальшому уточненню та поширенню Дельфійської ідеї в сучасному світі.
За підсумками проведення Міжнародною Дельфійською Радою (МДР) під патронатом ЮНЕСКО  Свята Дельфійських ігор на Міжнародній туристській біржі ITB в Берліні в 2010 році , вирішено організувати в 2011 році на ITB Berlin поряд з Дельфійським концертом, конкурс короткометражних фільмів «Delphic Art Movie Award 2011» .
|  |  |  |  |  |

## Міжнародна Дельфійська Рада і НДР Росії
Росія з самого початку відігравала активну роль в становленні Міжнародного дельфійського руху . У 1995 році в Санкт-Петербурзі була заснована і зареєстрована попередниця Національної Дельфійської Ради Росії — Міжрегіональна Громадська Організація «Дельфійський рух в Росії» . Саме в Санкт-Петербурзі пройшов в 1996 році перший Міжнародний Дельфійський Конгрес під патронатом Ради Європи , де була прийнята Дельфійська Хартія, згідно з якою Дельфійські Ігри нового часу повинні проводитися один раз на чотири роки .
Національна Дельфійська Рада Росії (НДР Росії) розпочала свою діяльність у грудні 1998 року, коли відбулася установча конференція в Курську, в роботі якої взяв участь генеральний секретар Міжнародної Дельфійської Ради — Кристіан Кірш. 19 березня 1999 Національна Дельфійська Рада Росії була зареєстрована в Міністерстві юстиції Російської Федерації і незабаром, згідно зі статутом МДР, офіційно прийнята до складу Міжнародної Дельфійської Ради .
26 червня 2000 року керівник НДР Росії В. М. Понявін звернувся до Генерального секретаря МДР Кристіана Кірша з проханням ухвалити рішення про проведення Перших Всесвітніх Дельфійських Ігор у Москві в період з 1 по 10 грудня 2000 .
На других Дельфійських Іграх у Кучінгу / Малайзія в 2005 році Росія не тільки відсутня серед країн-учасниць, але і в новинах БіБіСі можна було прочитати про спроби якоїсь «російської групи» вплинути на уряд Малайзії з метою заборонити проведення цих Ігор.
Незважаючи на відокремлення НДР Росії від Міжнародної Дельфійської Ради (МДР), російські делегації продовжують брати участь у міжнародних Дельфійських іграх сучасності.